# Gedereralm
Die Gedereralm ist eine Alm im Ortsteil Sachrang der Gemeinde Aschau im Chiemgau.
Die Almhütte der Gedereralm steht unter Denkmalschutz und ist unter der Nummer D-1-87-114-121 in die Bayerische Denkmalliste eingetragen.

## Baubeschreibung
Der Kaufmannkaser der Gedereralm ist ein eingeschossiger Satteldachbau mit getünchtem Bruchsteinmauerwerk, Blockbau-Kniestock und verschaltem Giebelspitz. Das Gebäude wurde 1810 errichtet.

## Heutige Nutzung
Die Gedereralm wird von der Steinlingalm aus mitbestoßen.

## Lage
Die Gedererarlm befindet sich nordöstlich unterhalb der Kampenwand auf einer Höhe von 1290 m ü. NN. Westlich der Gedereralm liegt die Steinlingalm.